# Ненад Милошевић
Ненад Милошевић (5. јул 1962, Земун) српски је књижевник.
Објавио је девет књига поезије: Поспаност (Матица српска, Нови Сад 1992), Умањења (Просвета, Београд, 1996), Јурећи у рај (Народна књига, Београд, 2000), Места (избор из поезије, Народна библиотека „Стефан Првовенчани“, Краљево, 2004), Песме са Саве и Дунава (Рад, Београд, 2005), Time Code (изабране песме, Аора наклада, Загреб, 2009), Воде и ветрови (Уметничко друштво ВРТ, Нови Сад‒Београд, 2012), Песме из лимба (Културни центар Новог Сада, 2019) и Када би живот на земљи био ( Народна библиотека „Стефан Првовенчани“, Краљево, 2022).
Објавио је књигу микроесеја Лутајућа планета (Службени гласник, Београд, 2014).
Објавио је књигу разговора са Милицом Николић Ја сам та која нисам Академска књига, Нови Сад, 2024.
Приредио је и Антологију новијег српског песништва Из музеја шумова (ВБЗ, Загреб, 2010).
Његове песме и есеји превођени су на руски, грчки, пољски, француски, енглески, шпански, немачки, словеначки и македонски језик. Заступљен је у неколико антологија српске поезије на страним језицима као и у неколико домаћих антологија.неколико
Пише књижевну критику, есеје о књижевности, култури и политичкој теорији. Био је уредник за поезију у часопису Књижевне новине (1998–2001), деведесетих година члан уредништва часописа за женску књижевност ПроФемина, гост уредник (уредио пет бројева) часописа Тиса из Бечеја.
Добитник је награда Бранко Ћопић, Бранко Миљковић и Биљана Јовановић.
Завршио је Факултет политичких наука у Београду.
Радио је као уредник у Редакцији за културу, Редакцији за науку и образовање а сада ради као уредник у Редакцији документарног програма РТС-а. Аутор је неколико документарних телевизијских серија, међу којима: Антисемитизам, Милован Ђилас, Појмовник политике, Светска политика, Социјализам или капитализам, Живот у окупираном Београду, Ослобођење Београда, Трибина младих - педесет година касније. Уредио је и режирао преко сто ТВ емисија разних жанрова.
Ожењен је, има ћерку Марту.